# Margaretta Morris
Margaretta Morris, född 3 december 1797, död 29 maj 1867, var en amerikansk entomolog.  Hon är främst känd för sin studier av korngallmyggan och cikadasläktet Magicicada. Hon utpekas som den första kvinnliga medlemmen av Academy of Natural Sciences of Philadelphia, men hon var i själva verket den andra efter naturhistorikern Lucy Say.